# 本朝甘四孝
もしかして
- 本朝廿四孝

ではありませんか？